# Charles Day
Charles Ward "Chuck" Day (ur. 19 października 1914 w Colville, zm. 26 maja 1962 w Seattle) – amerykański wioślarz i lekarz, złoty medalista olimpijski.
Wystąpił na igrzyskach olimpijskich w Berlinie w 1936, gdzie reprezentanci USA w składzie: Herbert Morris, Charles Day, Gordon Adam, John White, James McMillin, George Hunt, Joe Rantz, Donald Hume i Robert Moch (sternik) zdobyli złoty medal w ósemkach. W finale o 0,6 sekundy wyprzedzili osadę Królestwa Włoch, a o 1 sekundę wyprzedzili osadę III Rzeszy. Był to jego jedyny start olimpijski.
Ukończył University of Washington, uzyskując dyplom lekarza. Po wybuchu II wojny światowej wstąpił do United States Navy, służąc jako lekarz podczas wojny na Pacyfiku. Zmarł na raka płuc.